# گابریل اوبرتان
گابریل آنتوان اوبرتان (فرانسوی: Gabriel Antoine Obertan‎؛ زادهٔ ۲۶ فوریهٔ ۱۹۸۹) بازیکن فوتبال اهل فرانسه است که هم‌اکنون در پُست وینگر بازی می کند.